# Alfaia
Alfaia (significado: roupa, utensílio, enfeite) é um instrumento musical da família dos membranofones (o som é obtido através da membrana ou pele) com volume determinado pelo tocador, utilizado principalmente no ritmo do Maracatu, e também usado no Coco e na Ciranda.
O tocador apresenta em pé e percute a alfaia com duas baquetas, na maioria das vezes em cortejo ou procissão. Mais popular no Nordeste brasileiro, principalmente em Pernambuco.